# Louis Truman
Louis Watson Truman (ur. 20 czerwca 1908 w Kansas City w stanie Missouri, zm. 2 grudnia 2004 w Atlancie) – generał porucznik Armii Stanów Zjednoczonych, głównodowodzący 3rd US Army.

## Życiorys
Był kuzynem prezydenta Stanów Zjednoczonych – Harry’ego Trumana. W 1932 ukończył prestiżową akademię wojskową West Point. W okresie II wojny światowej zajmował głównie stanowiska sztabowe, jako kapitan przeżył atak Japończyków na Pearl Harbor 7 grudnia 1941.
Uczestniczył w wojnie koreańskiej. Później był m.in. dowódcą 7. Korpusu Armii USA, stacjonującego w Stuttgarcie, a w 1962 kierował specjalną wojskową misją prezydenta Johna F. Kennedy’ego w Demokratycznej Republice Konga. Pod koniec służby został głównodowodzącym 3rd US Army. W 1967 przeszedł w stan spoczynku w randze generała porucznika. W następnych latach pracował w administracji stanu Georgia. Mieszkał w Atlancie.

## Wybrane odznaczenia
- Medal Sił Lądowych za Wybitną Służbę
- Srebrna Gwiazda – dwukrotnie
- Legia Zasługi z liściem dębu
- Brązowa Gwiazda – trzykrotnie i z odznaką waleczności
- Army Commendation Medal – dwukrotnie
- Medal Amerykańskiej Służby Obronnej
- Medal Armii Okupacyjnej
- Medal Kampanii Amerykańskiej
- Medal Kampanii Europy-Afryki-Bliskiego Wschodu
- Medal Kampanii Azji-Pacyfiku
- Medal Zwycięstwa w II Wojnie Światowej
- National Defense Service Medal
- Korean Service Medal
- United Nations Korea Medal
- Order Leopolda
- Krzyż Wojenny (Belgia)
- Legia Honorowa
- Krzyż Wojenny (Francja)
- Presidential Unit Citation (Korea Południowa)